# سعید عاکف
سعید عاکف نویسنده و خاطره نویس ایرانی است که اغلب در مورد جنگ ایران و عراق می‌نویسد. وی در سال ۱۳۵۱ در تهران متولد شده‌است. کتاب‌های وی از پرتیراژترین کتب در زمینه دفاع مقدس بوده‌اند و حتی یکی از کتابهای او به نام «خاک‌های نرم کوشک» به چاپ دویست و بیست و پنجم نیز رسید. همچنین یکی از کتابهای او به نام «نسیم تقدیر» از برگزیدگان دهمین دوره بهترین کتاب سال دفاع مقدس بوده‌است.

## زندگی و فعالیت
سعید عاکف، نویسنده و خاطره نویس دفاع مقدس، در سال ۱۳۵۱ در تهران متولد شد. او تحصیلات اولیه خود را در تهران گذراند. پس از مدتی به تحصیلات حوزوی علاقه‌مند شد و به همین خاطر به مشهد مهاجرت کرد تا بتواند در آنجا به ادامه تحصیلات حوزوی خود بپردازد. او در اواخر جنگ ایران و عراق به جبهه اعزام شد و حدود سه ماه را در آنجا گذراند. او از دوران نوجوانی به تمرین نویسندگی می‌پرداخت. عاکف نویسندگی را از نوشتن مقاله‌های خرد برای روزنامه‌ها آغاز کرد. از سال ۱۳۶۴ با شرکت در کلاسهای قصه‌نویسی و نقد داستان به تقویت دانش نویسندگی خود پرداخت. او پس از حضور در جنگ به نوشتن در این حوزه علاقه پیدا کرد و کارش را با نوشتن زندگینامه شهدا آغاز کرد. پس از مدتی کار در حوزه دفاع مقدس، سعید عاکف انتشاراتی را تأسیس کرد و وارد عرصه نشر نیز شد. او تاکنون ده‌ها جلد کتاب منتشر کرده‌است که تعدادی از آنها جوایزی را دریافت کرده‌اند.

## جوایز
کتاب نسیم تقدیر نوشته سعید عاکف برگزیده دهمین دوره کتاب سال دفاع مقدس در سال ۱۳۸۵ شد. همچنین این کتاب در بخش خاطرات شفاهی همین جشنواره نیز مقام سوم را کسب کرد.

## آثار ترجمه شده
کتاب خاک‌های نرم کوشک اثر سعید عاکف تا کنون به سه زبان انگلیسی، عربی و اردو ترجمه شده‌است. ترجمه انگلیسی این کتاب به سرپرستی محمد برومندی با عنوان انگلیسی «برونسی» منتشر شده‌است. ترجمه اردوی این کتاب با عنوان اردوی آن «بابا خداحافظ» توسط خان محمد صادق جونپوری در هند منتشر شده‌است.